# Cleistocactus hildegardiae
Cleistocactus hildegardiae es una especie de planta suculenta perteneciente al género Cleistocactus, dentro de la familia Cactaceae. Es endémica de Bolivia.

## Descripción
Cleistocactus hildegardiae es una especie de cactus columnar de hábito arbustivo, con tallos a menudo muy ramificados y extendidos. Alcanza alturas de 20 a 50 cm y diámetros de 2,5 a 3,5 cm. 
Presenta de 15 a 19 costillas bajas y onduladas, sobre las que se asientan areolas muy juntas con espinas aciculares y rectas. Se distinguen de 5 a 8 espinas centrales de color amarillo dorado a marrón rojizo de 1 a 3 cm de largo, y de 18 a 28 espinas marginales de color amarillo claro de 0,3 a 0,8 cm de largo.
Las flores son de color rojo rubí y miden entre 2,5 y 3,5 cm de largo. Son recta y tubulares, y además, al igual que la mayoría de las especies del género, las flores apenas se abren. Los frutos son esféricos y de color verde oscuro. Se tornan anaranjados cuando maduran y alcanzan un diámetro de hasta 1 cm.

## Distribución y hábitat
El área de distribución nativa de esta especie es Bolivia y crece principalmente en biomas desérticos o de matorrales secos.

## Taxonomía
Cleistocactus hildegardiae fue descrita por el botánico alemán Friedrich Ritter y publicada por primera vez en la revista científica Kakteen in Südamerika 2: 685 en el año 1980.
Etimología
- Cleistocactus: nombre genérico que deriva de la combinación de la palabra griega kleistos (que significa cerrado), y cactus (término latino que alude a las plantas del género Cactaceae), haciendo referencias a que son "cactus con flores cerradas", ya que en algunas especies apenas se abren y parecen estar cerradas.
- hildegardiae: epíteto específico otorgado en honor a la propietaria del vivero Hildegard Winter (1893-1975), hermana de Friedrich Ritter.[5]

## Usos
Se cultiva principalmente como planta ornamental y su propagación se realiza a través de esquejes o semillas.